# Cerkiew Trójcy Świętej w Bjelovarze
Cerkiew Trójcy Świętej – prawosławna cerkiew w Bjelovarze, w metropolii zagrzebsko-lublańskiej.
Świątynia została wzniesiona w 1793 w stylu barokowym. W jej sąsiedztwie w 1845 powstał dom parafialny, zaś w 1902 we wnętrzu obiektu umieszczony został ikonostas autorstwa Celestina Medovicia, Beli Čikosza oraz Ivana Tišova. W latach 1941–1945 została odebrana parafii prawosławnej i zmieniona w świątynię unicką.
Cerkiew została uszkodzona w czasie wojny w Chorwacji, gdy ostrzelana została jej dzwonnica, z ikonostasu skradziono część ikon, zaś na domu parafialnym pojawiły się antyserbskie graffiti. W ostatnich latach budynek został wyremontowany i pokryty nowym dachem. Na dzwonnicy znajdują się cztery dzwony.
Cerkiew w Bjelovarze jest zabytkiem nieruchomym pod ochroną chorwackiego Ministerstwa Kultury.